# Alacurt de Taiwan
L'alacurt de Taiwan (Brachypteryx goodfellowi) és una espècie d'ocell de la família dels muscicàpids (Muscicapidae). És endèmic de l'illa de Taiwan. El seu hàbitat natural són els boscos tropicals i subtropicals de frondoses humits de l'estatge montà. El seu estat de conservació és de risc mínim.